# 木曽川・合渡川の戦い
木曽川・合渡川の戦い（きそがわ・ごうとがわのたたかい）は、慶長5年（1600年）8月21日から始まった福島正則・池田輝政らを中心とする東軍と織田秀信を中心とする西軍の戦いである。

## 経歴

### 戦いまでの経緯
慶長3年（1598年）8月18日に豊臣秀吉が死去すると、関東250万石を領する五大老の徳川家康が次の天下人として台頭する。これに対してあくまで秀吉の後継者・豊臣秀頼を擁護しようとする五奉行の石田三成一派が対立し、両者の対立は慶長5年（1600年）に家康が会津征伐を起こしたことを契機にして頂点に達した。
三成らは家康が会津に赴いて畿内から徳川方の影響力が薄れたのを好機として挙兵し、大坂城を占領し、さらに京都や丹後国、近江国、伊勢国などに存在する徳川方の諸城の攻略に取りかかった。
一方、家康は7月24日に伏見城を守る鳥居元忠の急使によって石田三成の挙兵を知るや、小山軍議で諸将を取りまとめて東軍を結成し、本来の征伐すべき相手であった上杉景勝に対しては結城秀康を抑えに残して西上を開始する。そして8月10日には福島正則が居城の尾張国清洲城に入り、さらに東軍諸将の多くも8月14日までに清洲城に集結した。

### 木曽川・合渡川の戦い
8月21日、東軍は福島正則を大将にした一軍が木曽川の下流にある尾越から、池田輝政を大将にした一軍が上流の河田からそれぞれ渡河を開始する。木曽川を越えたら美濃国であり、当時は西軍に与している美濃岐阜城主・織田秀信の領地であった。秀信は抵抗したが、福島軍は竹ヶ鼻城を落とし、池田軍も織田軍の迎撃を打ち破って岐阜城に進軍する。秀信は岐阜城に立て籠もって抵抗するが、福島・池田の猛攻は凄まじく、さらに池田輝政がかつては岐阜城主だったことから城の地理を知り尽くしていたこともあって、秀信は8月23日に降伏した。
さらに家康は美濃大垣城方面から西軍の援軍が到来するのを阻止するため、黒田長政や藤堂高虎、田中吉政らを大将にした一軍を大垣城の東に位置する合渡川に進出させた。合渡川には舞兵庫率いる西軍の部隊がいたが、黒田軍の襲来ですぐに破られ、黒田軍らはそのまま合渡川を渡河して大垣城から西北に約4キロのあたりに位置する赤坂を占領し、8月24日には岐阜城を落とした軍勢も集結することになった。

## 影響・その後
木曽川・合渡川の戦いが行なわれていた頃、西軍は毛利秀元・吉川広家らが伊勢攻略戦、小野木公郷らが丹後攻略戦、大谷吉継らが越前・加賀攻略戦などに赴いていたため、石田三成らは織田秀信に対して援軍を送ることが出来なかった。また、東軍の西上が予想以上に早かったこと、西軍がそもそも伏見城の戦いで8月1日まで攻略に手間取ったことなど、西軍にとっては様々な誤算が影響して、この戦いは局地戦ながら西軍の敗北に終わったのである。
その後、東軍は家康本隊の到着を待って、9月15日に西軍との決戦である関ヶ原の戦いで激突することになる。